# Bancer
Bancer is een bestuurslaag in het regentschap Bojonegoro van de provincie Oost-Java, Indonesië. Bancer telt 2200 inwoners (volkstelling 2010).